# Последний оплот
«Последний оплот» (англ. The Last Stand) — тринадцатый эпизод четвёртого сезона «Легенды о Корре», который завершает мультсериал.

## Сюжет
Проникнув внутрь робота, команда разделяется. Мако и Болин идут к реактору и борются с солдатами Кувиры. Лин и Су идут к пушке, и вторая уничтожает её вместе с механизмом движения руки робота, пока сестра защищает её от стражника. Кувира отрывает сломавшуюся руку робота и забрасывает её в заросли духов. К ней является Корра, и начинается бой. Одолев солдат, Мако и Болин пытаются отключить питание, одновременно опустив два рычага, но это не срабатывает, и Мако решает взорвать реактор молнией. Болин прощается с братом и уходит из комнаты, унося солдат Кувиры, а Мако выпускает молнию. Энергия лиан вырубает его, и собирается произойти взрыв. Пока Корра и Кувира продолжают битву, Болин возвращается за братом и утаскивает его, но они не успевают выбраться до взрыва. Придя в себя, Кувира убегает, и Аватар гонится за ней. Великий объединитель находит брошенную пушку и применяет её против Корры. Машина выходит из строя и начинает стрелять во все стороны. Луч вот-вот попадёт в Кувиру, но Корра входит в состояние Аватара и спасает её, отразив луч из пушки с помощью магии энергии. Из-за образовавшейся воронки открывается новый портал в мир духов.
Выжившие Мако и Болин ищут Корру вместе со всеми, а она оказывается в мире духов с Кувирой. Аватар разговаривает с Великим объединителем, проявляя к ней сострадание по поводу её прошлого, и последняя сдаётся. Они выходят из портала, и Кувира приказывает своей армии остановиться, отдаваясь в руки правосудия. Духи возвращаются в мир людей. Варик и Жу Ли женятся. На праздновании царевич Ву сообщает, что решил отречься от престола и сделать провинции Царства Земли независимыми, в которых будут избираться лидеры. Корра общается с Мако, у которого перебинтована рука, а затем говорит с Тензином. После она сидит с Асами и сочувствует гибели её отца. Асами хочет отдохнуть после таких приключений, и они решают отправиться в мир духов. Девушки подходят к порталу, берутся за руки и входят внутрь.

## Отзывы

Динамика оценок IGN к эпизодам 4 сезона мультсериала

Макс Николсон из IGN поставил эпизоду оценку 9,2 из 10 и написал, что «фанаты будут ещё долго говорить о „Последнем оплоте“, который сделал всё правильно в плане завершения этого потрясающего мультсериала». Оливер Сава из The A.V. Club дал финальным сериям оценку «A» и отметил, что «последняя сцена шоу запоминается по ряду причин», подробно описав их в своей рецензии. Каси Феррелл из Den of Geek подчеркнула, что «в финале мультсериала „Легенда о Корре“ каждый использовал шанс, чтобы проявить себя».
Главный редактор The Filtered Lens, Мэтт Доэрти, поставил эпизоду оценку «A» и посчитал, что «создателям надо аплодировать» за то, что «ЛГБТ-роман [Корры и Асами] позиционируется как любой другой роман». Мордикаю Кноду из Tor.com понравилась фраза Кувиры, что она «ничуть не похожа» на Корру, когда они говорили в мире духов. Мэтт Пэтчес из ScreenCrush написал, что финальные кадры с Коррой и Асами «навсегда останутся в его памяти».